# TuS Haltern
Turn und Sportverein Haltern am See von 1882, kortweg TuS Haltern, is een Duitse omnisportvereniging uit Haltern am See. De belangrijkste afdelingen zijn tennis, tafeltennis en voetbal.
In 1882 werd de Turner Feuerwehr Haltern e.V. opgericht met de nadruk op gymnastiek. Vanaf 1907 werd er ook gevoetbald en vanaf 1930 ook gehandbald. Dit waren vooral losse groepen met een gezamenlijke accommodatie in plaats van één grote vereniging. In 1937 werden door de Nationalsozialistischer Reichsbund für Leibesübungen alle sportgroepen in Haltern samengevoegd tot de Turn- und Sportverein Haltern von 1882. In 1951 kwam het tot een splitsing tussen TuS Haltern, ATV Haltern (atletiek) en de vrijwillige brandweer. Een dispuut hierbij was wie het recht had om de toevoeging 'von 1882' te dragen. In 1982 werd gezamenlijk het 100-jarig bestaan gevierd en tussen de clubs is opnieuw een grote samenwerking ontstaan.
De voetbalafdeling kwam tussen 1952 en 1956 in de Landesliga Westfalen (toenmalig derde niveau) uit maar speelde verder op laag regionaal niveau. Toen de club in 2008 in de financiële problemen raakte, stapte oud-speler Christoph Metzelder in en werd ook voorzitter. Via onder meer een crowdfundingcampagne werd de club financieel weer gezond. De Stauseekampfbahn had in 2009 kunstgras gekregen. In 2016 promoveerde TuS Haltern op doelsaldo naar de Westfalenliga. Daar werd de club in 2017 direct kampioen en promoveerde naar de Oberliga Westfalen. Na een tweede plaats in het seizoen 2018/19 promoveerde TuS Haltern naar de Regionalliga West.

## Eindklasseringen vanaf 2002
| Seizoen | Competitie                | Niveau | Eindstand | DFB Pokal | Opmerking                                                                             |
| ------- | ------------------------- | ------ | --------- | --------- | ------------------------------------------------------------------------------------- |
| 2001/02 | Bezirkssliga Westfalen-11 | VII    | 11        | --        |                                                                                       |
| 2002/03 | Bezirkssliga Westfalen-11 | VII    | 12        | --        |                                                                                       |
| 2003/04 | Bezirkssliga Westfalen-11 | VII    | 10        | --        |                                                                                       |
| 2004/05 | Bezirkssliga Westfalen-11 | VII    | 12        | --        |                                                                                       |
| 2005/06 | Bezirkssliga Westfalen-12 | VII    | 14        | --        |                                                                                       |
| 2006/07 | Bezirkssliga Westfalen-12 | VII    | 8         | --        |                                                                                       |
| 2007/08 | Bezirkssliga Westfalen-12 | VII    | 7         | --        |                                                                                       |
| 2008/09 | Bezirkssliga Westfalen-12 | VIII   | 2         | --        | invoering 3. Liga                                                                     |
| 2009/10 | Bezirkssliga Westfalen-12 | VIII   | 1         | --        |                                                                                       |
| 2010/11 | Landesliga Westfalen-4    | VII    | 7         | --        |                                                                                       |
| 2011/12 | Landesliga Westfalen-4    | VII    | 3         | --        |                                                                                       |
| 2012/13 | Westfalenliga-1           | VI     | 14        | --        |                                                                                       |
| 2013/14 | Landesliga Westfalen-4    | VII    | 3         | --        |                                                                                       |
| 2014/15 | Landesliga Westfalen-4    | VII    | 8         | --        |                                                                                       |
| 2015/16 | Landesliga Westfalen-4    | VII    | 1         | --        |                                                                                       |
| 2016/17 | Westfalenliga-1           | VI     | 1         | --        |                                                                                       |
| 2017/18 | Oberliga Westfalen        | V      | 5         | --        |                                                                                       |
| 2018/19 | Oberliga Westfalen        | V      | 2         | --        |                                                                                       |
| 2019/20 | Regionalliga West         | IV     | 15        | --        | competitie afgebroken i.v.m. coronapandemie. Team teruggetrokken na einde competitie. |
| 2020/21 | Oberliga Westfalen        | V      | --        | --        | competitie afgebroken i.v.m. coronapandemie, geen eindstand opgemaakt.                |
| 2021/22 | Oberliga Westfalen        | V      | 20        | --        |                                                                                       |
| 2022/23 | Westfalenliga-1           | VI     | 13        | --        |                                                                                       |
| 2023/24 | Westfalenliga-1           | VI     | 15        | --        |                                                                                       |